# Generals du New Jersey (2022)
Ne doit pas être confondu avec Generals du New Jersey (1983).
Stade
Maillots
Les Generals du New Jersey (en anglais : New Jersey Generals) est une franchise professionnelle américaine de football américain basée dans le New Jersey qui a évolué dans la division Nord de l'United States Football League pendant deux saisons (2022 et 2023).
L'équipe jouait ses matchs à domicile au Tom Benson Hall of Fame Stadium (en) de Canton dans l'Ohio où jouaient également les Maulers de Pittsburgh.
L'équipe a compté dans ses rangs KaVontae Turpin, vainqueur du trophée MVP 2022 de l'USFL.

## Histoire
Le 22 novembre 2021, à l'occasion du show The Herd with Colin Cowherd (en) sur la Fox Sports 1, le présentateur annonce officiellement que les Generals du New Jersey seront une des huit franchises à prendre part à la nouvelle compétition de l'USFL.
Le 6 janvier 2022, lors du même show, il est révélé que le directeur général et l'entraîneur principal des Generals sera Mike Riley (en), ancien entraîneur en NFL, AAF et NCAA. La franchise sélectionne en 4e choix global de la draft 2022 de l'USFL, le quarterback Ben Holmes. Ce dernier se blesse lors des camps d'entraînement et est finalement libéré. Les Generals signent alors Luis Perez (en) juste avant le début de la saison, joueur non sélectionné au coirs de la draft. Ce dernier impressionne et est désigne titulire à six reprises, terminant dans le Top 5 de la ligue au nombre de yards gagnés à la passe et au nombre de touchdowns inscrits à la passe. Les Generals ont également sélectionné KaVontae Turpin pour le poste de receveur titulaire. Il inscrira quatre touchdowns et mènera la ligue au nombre de yards gagnés en réception (540). Il est sélectionné dans l'équipe type de l'USFL 2022 en compagnie de ses coéquipiers Darius Victor, Terry Poole, Garrett McGhin, Toby Johnson et Shalom Luani. Il remporte le prix du MVP 2022 de l'USFL,.
Les Generals remportent le titre 2022 de la division Nord avec un bilan final de 9-1 mais ils sont battus en ½ finale par les Stars de Philadelphie 14 à 19.
Le 18 octobre 2022, la franchise engage Billy Devaney pour le poste de directeur général.

## Palmarès
| Saison | Entraîneur      | Saison régulière | Saison régulière | Saison régulière | Saison régulière | Saison régulière | Saison régulière | Saison régulière | Saison régulière                             | Phase finale                                            |
| ------ | --------------- | ---------------- | ---------------- | ---------------- | ---------------- | ---------------- | ---------------- | ---------------- | -------------------------------------------- | ------------------------------------------------------- |
| Saison | Entraîneur      | Nb               | V                | D                | N                | %                | +                | -                | Classement                                   | Phase finale                                            |
| 2022   | Mike Riley (en) | 10               | 9                | 1                | 0                | 90,0             | 232              | 182              | 1er division Nord                            | Défaite 14-19 en ½ finale contre les Philadelphia Stars |
| 2023   | Mike Riley      | 10               | 3                | 7                | 0                | 30,0             | 187              | 212              | 4e division Nord                             | Non qualifié                                            |
| Totaux | -               | 10               | 9                | 1                | 0                | 90,0             | 232              | 182              | 0 titre, 1 match de phase finale (1 défaite) | 0 titre, 1 match de phase finale (1 défaite)            |

| Saison | Division | Entraîneur      | Stade                                    | Adversaire         | Résultat |
| ------ | -------- | --------------- | ---------------------------------------- | ------------------ | -------- |
| 2022   | Nord     | Mike Riley (en) | Protective Stadium • Birmingham, Alabama | Philadelphia Stars | 14 - 19  |

## Records de franchise
| Statistique               | Joueur                 | Record          | Saison |
| ------------------------- | ---------------------- | --------------- | ------ |
| Yards gagnés à la passe   | De'André Johnson       | 1 712 yards     | 2023   |
| Yards gagnés à la course  | Darius Victor (en)     | 1227 yards      | 2022   |
| Yards gagnés en réception | Alonzo Moore           | 712 yards       | 2023   |
| Bilan par entraîneur      | Mike Riley (en)        | 9/10 victoires  | 2022   |
| Nombre de sacks           | Hercules Mata'afa (en) | 6 sacks         | 2023   |
| Nombre d'interceptions    | Shalom Luani (en)      | 6 interceptions | 2023   |